# Jean-Michel Henry
Jean-Michel Henry, född den 14 december 1963 i Marseille, Frankrike, är en fransk fäktare som bland annat tog OS-brons i herrarnas lagtävling i värja i samband med de olympiska fäktningstävlingarna 1996 i Atlanta.